# Argenna yakima
Argenna yakima är en spindelart som beskrevs av Chamberlin och Willis J. Gertsch 1958. Argenna yakima ingår i släktet Argenna och familjen kardarspindlar. Inga underarter finns listade i Catalogue of Life.